# Wally Henschelová
Wally Henschelová (9. září 1893, Hamburk – 13. prosince 1988, Miami, USA) byla německá a později americká šachistka, zpěvačka a učitelka hry na klavír.
Byla židovského původu a do USA emigrovala roku 1939. Dvakrát se zúčastnila turnaje o titul mistryně světa v šachu (1930 v Hamburku, kdy obsadila třetí místo, a 1931 v Praze, kdy skončila pátá).
Jako jediná porazila na turnaji Mistrovství světa v šachu žen Věru Menčíkovou a sice v roce 1930.

## Výsledky na MS v šachu žen
| Rok  | Turnaj                           | Místo   | Výsledek | Pořadí |
| 1930 | 2. mistrovství světa v šachu žen | Hamburg | +4 −3 =1 | 3.     |
| 1931 | 3. mistrovství světa v šachu žen | Praha   | +2 −6 =0 | 5.     |

## Partie
V následující partii jako jediná porazila na mistrovství světa Věru Menčíkovou.
Wally Henschelová – Věra Menčíková (Hamburg 1930)
1. d4 Jf6 2. c4 g6 3. Jc3 Sg7 4. Jf3 0–0 5. e4 d6 6. Se2 Jbd7 7. 0–0 e5 8. Sg5 h6 9. dxe5 dxe5 10. Sh4 c6 11. Dd2 Ve8 12. Vfd1 Db6 13. Sf1 Jh5 14. b3 Jf4 15. Ja4 Dc7 16. Vac1 Je6 17. Jc3 Jd4 18. Je1 Jf8 19. f3 Se6 20. Jc2 Kh7 21. Jxd4 exd4 22. Je2 c5 23. Jf4 Se5 24. Sg3 Dd6 25. Sd3 b6 26. Je2 Sxg3 27. Jxg3 a5 28. a4 Sc8 29. Vf1 Va7 30. Vce1 Vae7 31. f4 Sb7 32. e5 Db8 33. Jh5 Jd7 34. f5 Vf8 35. fxg6+ fxg6 36. e6 Je5 37. Vxf8 Dxf8 38. Vxe5 Sc8 39. Jf4 Df6 40. Jxg6 Vg7 41. Vh5 a černá se vzdala.